# Klavnica pet
Klavnica pet ali Otroška križarska vojna: Dolžnostni ples s smrtjo (v izvirniku angleško Slaughterhouse-Five or The Children's Crusade: A Duty-Dance With Death) je šesti roman ameriškega pisatelja Kurta Vonneguta, ki je izšel leta 1969. To je Vonnegutov najprepoznavnejši in najuspešnejši roman, ki ga zaradi elementov znanstvene fantastike nekateri uvrščajo v ta žanr, a so v vsaj enaki meri v njem prisotne socialne in zgodovinske teme. Osrednja tema romana je zavezniško bombardiranje Dresdna konec druge svetovne vojne, ki ga je avtor sam doživel kot vojni ujetnik v mestu.
Podobno kot pri drugih Vonnegutovih delih, se tudi v Klavnici pet prepletajo fantastični in avtobiografski deli. Tako na začetku v prvi osebi opiše svoj obisk pri vojnem tovarišu, nato pa v tretji osebi pripoveduje zgodbo glavnega junaka, Billyja Pilgrima. Pilgrimova zgodba je precej podobna Vonnegutovi lastni, vendar v romanu večkrat omeni sebe kot nekega drugega vojaka (»To sem bil jaz« ali »To je bil avtor te knjige«). Tudi ta postmodernistični prijem – srečanje avtorja z njegovim izmišljenim likom – je značilen za Vonneguta.
V slovenščini je roman prvič izšel leta 1980 v zbirki Kondor založbe Mladinska knjiga v prevodu Branka Gradišnika.

## Zgodba
Zgodba se začne se z opisom avtorjevega obiska pri vojnem tovarišu, s katerim naj bi govoril o dogodku, ki je oba zaznamoval, in mu dal navdih za pisanje zgodbe, s katero je tako dolgo odlašal. Tam mu njegova žena priredi hladen sprejem, saj meni, da želi poveličevati njuno vlogo v vojni, v kateri nista bila nič več kot zbegana otroka. Da bi jo pomiril, ji Vonnegut obljubi, da bo dal knjigi naslov Otroška križarska vojna.
Nato preskoči na pripoved glavnega junaka, Billyja Pilgrima, ki »se je iztaknil iz časa«. Tekom romana navidez naključno preskakuje časovna obdobja in podoživlja različne fragmente svojega življenja, od rojstva, mladosti, šolanja, kariere optometrike, druge svetovne vojne, vojnega ujetništva v dresdenski klavnici Schlachthof Fünf, uničenje Dresdna in življenja z družino po vojni do smrti. Po vojni ga ugrabijo Tralfamadorci, nezemljani s planeta Tralfamador in ga odpeljejo na svoj planet, kjer ga razstavijo v nekakšnem živalskem vrtu. Tralfamadorci so tehnološko napredna bitja, ki vidijo v štirih dimenzijah, zaradi česar časa ne doživljajo kot zaporedje dogodkov, temveč vidijo ves čas naenkrat kot nekaj nespremenljivega. Zato po njihovo prihodnosti ni mogoče spremeniti, saj že obstaja hkrati s sedanjostjo in preteklostjo. Njihov vpliv in Billyjevo »skakanje« po času povzroči, da se tega fatalizma navzame tudi on sam in se ne odziva čustveno na podoživljanja svoje preteklosti in prihodnosti; po vojni tak pogled tudi uspešno razširja med ljudmi. Na koncu, mnogo let po vojni, ga ubije eden od soborcev.
Knjiga se konča z avtorjevim povzetkom zgodbe, ponovno v prvi osebi.

## Odziv
Odzivi javnosti in kritikov ob izdaji knjige so bili mešani. Nominirana je bila za nagrado nebula za najboljši roman in leto kasneje tudi za nagrado hugo v isti kategoriji, a je nagrado v obeh primerih dobila pisateljica Ursula K. LeGuin za roman Leva roka teme. Literarna kritika revije Time sta Klavnico pet leta 2005 uvrstila na seznam 100 najboljših romanov v angleščini od leta 1923.
Na račun vernega zapisovanja preklinjanja ameriških vojakov, primerjav, ki se mnogim zdijo nespodobne, in seksualnosti, je Klavnica pet eno od največkrat prepovedanih del v ZDA. Združenje ameriških knjižnic jo je uvrstilo na seznam stotih knjig, ki so jih med letoma 1990 in 2000 različne organizacije in posamezniki največkrat poskušali umakniti s knjižničnih polic.
Po romanu je leta 1972 nastal tudi istoimenski film, ki ga je režiral George Roy Hill. V predgovoru za televizijsko igro Between Time and Timbuktu je Vonnegut film označil za »brezhiben prenos zgodbe na srebrni zaslon« in napisal, da se mu cedijo sline vsakič, ko si ga ogleda.